# ستيف بورنس
ستيف بورنس (بالإنجليزية: Steve Burns)‏ هو ممثل أمريكي، ولد في 9 أكتوبر 1973 في الولايات المتحدة.

## وصلات خارجية
- ستيف بورنس على موقع IMDb (الإنجليزية)
- ستيف بورنس على موقع ألو سيني (الفرنسية)
- ستيف بورنس على موقع ميوزك برينز (الإنجليزية)
- ستيف بورنس على موقع أول موفي (الإنجليزية)
- ستيف بورنس على موقع ديسكوغز (الإنجليزية)
- ستيف بورنس على موقع قاعدة بيانات الفيلم (الإنجليزية)
- ستيف بورنس على موقع كينوبويسك (الروسية)
- ستيف بورنس على موقع كينوبويسك (الروسية)

لم يتم العثور على روابط لمواقع التواصل الاجتماعي.